# Frank Zieschang
Frank Zieschang (* 1963 in Köln) ist ein deutscher Jurist und Hochschullehrer an der Julius-Maximilians-Universität Würzburg.

## Leben
Zieschang studierte von 1983 bis 1989 Rechtswissenschaften an den Universitäten Köln und Clermont-Ferrand. Nach seinem Ersten Juristischen Staatsexamen arbeitete er an der Universität zu Köln als wissenschaftlicher Mitarbeiter von Michael Walter am dortigen Kriminalwissenschaftlichen Institut. Diese Tätigkeit beendete er 1991 mit dem Abschluss seiner Promotion unter Walter. Diese Arbeit wurde 1992 mit dem Forschungsförderpreis der Universität zu Köln ausgezeichnet. Sein Zweites Staatsexamen legte Zieschang 1994 nach seinem Referendariat in Köln ab. In der Folge arbeitete er, noch immer in Köln, an seiner Habilitation, die er 1998 abschloss. Damit wurde ihm die venia legendi für die Fächer Strafrecht, Strafprozessrecht und Strafrechtsvergleichung verliehen.
Im Wintersemester 1998/99 vertrat er einen Lehrstuhl an der Universität Erlangen-Nürnberg. Im folgenden Sommersemester hatte er seinen ersten ordentlichen Lehrstuhl an der Universität Bochum inne. Bereits im nächsten Semester verließ er Bochum wieder und wechselte nach Würzburg. An der dortigen Julius-Maximilians-Universität hat er seit dem Wintersemester 1999/2000 den Lehrstuhl für Strafrecht und Strafprozessrecht inne. Von 2007 bis 2008 war er Dekan der dortigen rechtswissenschaftlichen Fakultät.
Zieschang lehrt und forscht neben dem materiellen Strafrecht insbesondere zur Strafrechtsvergleichung und dem internationalen Strafrecht, wobei hier sein Schwerpunkt wiederum auf dem französischen Strafrecht liegt.

## Werke (Auswahl) und Herausgeberschaften
- Das Sanktionensystem in der Reform des französischen Strafrechts im Vergleich mit dem deutschen Strafrecht. Duncker & Humblot, Berlin 1992, ISBN 978-3-428-07478-5. (Dissertation)
- Die Gefährdungsdelikte. Duncker & Humblot, Berlin 1998, ISBN 978-3-428-09476-9. (Habilitationsschrift)
- Strafrecht Allgemeiner Teil. 7. Auflage. Boorberg, Stuttgart 2023, ISBN 978-3-415-05296-3.